# Kowala
Kowala è un comune rurale polacco del distretto di Radom, nel voivodato della Masovia.
Ricopre una superficie di 74,71 km² e nel 2004 contava 10 456 abitanti.